# هتل قدیمی بیستون
هتل بیستون هتلی قدیمی مربوط به اوایل دوره پهلوی است که در شهر کرمانشاه، خیابان دبیراعظم (مابین میدان شهرداری سابق و میدان مصدق) واقع شده‌است. این هتل در تاریخ ۵ تیر ۱۳۸۴ با شمارهٔ ثبت ۱۲۰۰۰ به‌عنوان یکی از آثار ملی ایران به ثبت رسیده است.

## تاریخچه
هتل بیستون در سال ۱۳۱۲ به عنوان اولین هتل کرمانشاه در خیابان دبیراعظم این شهر ساخته شد. بانی آن سید ابوالقاسم مانی معروف به ابوالقاسم نقاش کرمانشاهی بوده‌است.

## ویژگی‌های بنا
بنای هتل بیستون در مساحتی حدود ۴۵۰۰ مترمربع و به سبک معماری اروپایی در دو طبقه با بام شیروانی و دودکش‌های آجری ساخته شده‌است. مصالح بنا را عمدتاً آجر تشکیل داده‌است. ساختمان هتل دارای ۲۲ اتاق است و در ضلع غربی زمین احداث شده است. بقیۀ فضا را حیاطی وسیع با حوضی بزرگ و درختان کهنسال احاطه کرده است.

## متروک شدن
هتل بیستون از دهۀ ۱۳۷۰ تعطیل شده‌است. با این وجود مالک هتل به شیوه‌ای مناسب از آن نگهداری کرده و ساختمان آن در معرض تخریب قرار نگرفته است.

به گفتۀ مدیرکل میراث فرهنگی استان کرمانشاه علت تعطیلی هتل، اختلافات میان مالک با میراث فرهنگی و شهرداری است و مالک درخواست‌ها و شروطی از قبیل تجاری‌سازی بخشی از هتل بدون پرداخت عوارض را مطرح کرده که شهرداری با آن مخالفت کرده است.

## نگارخانه

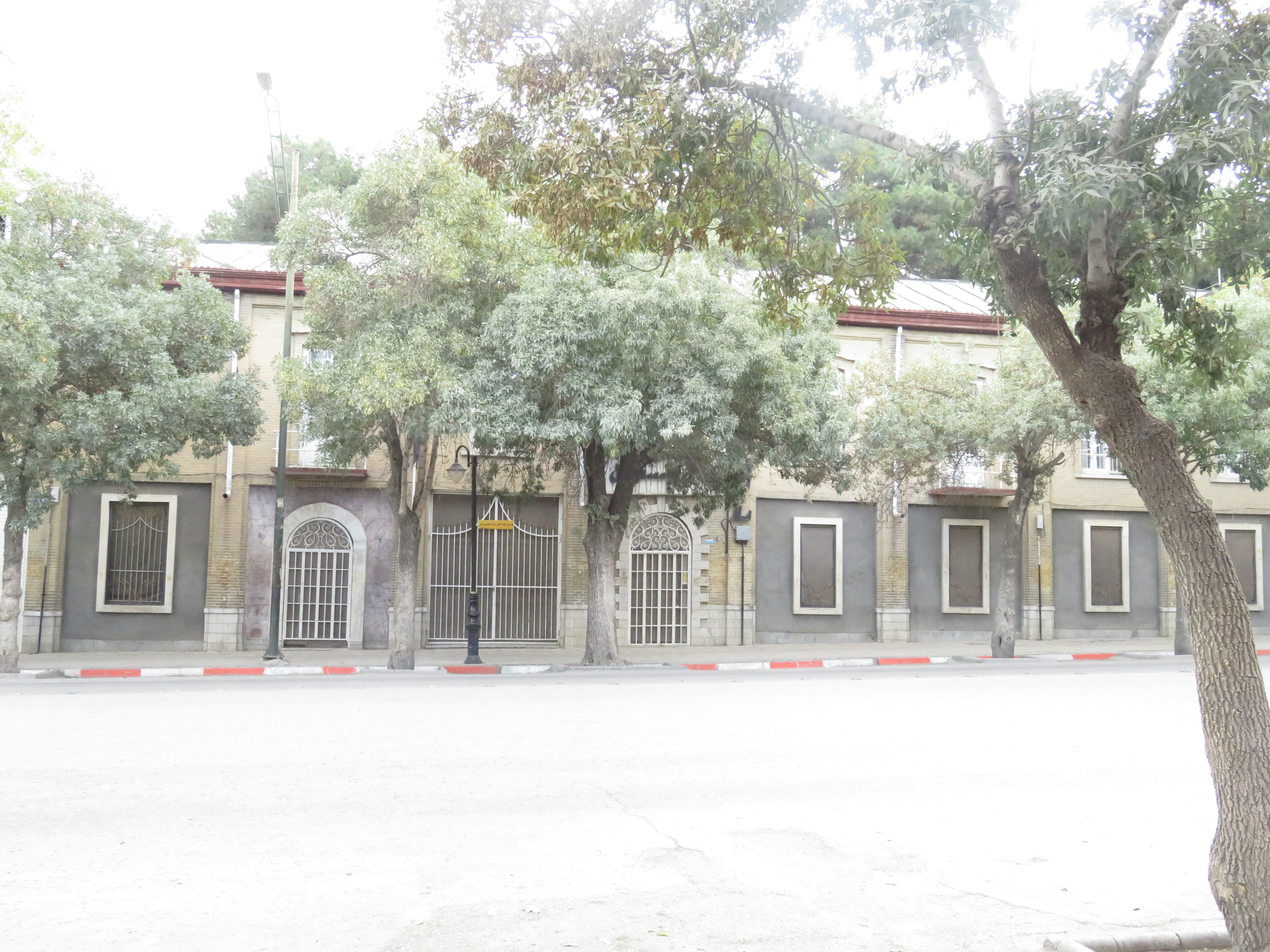
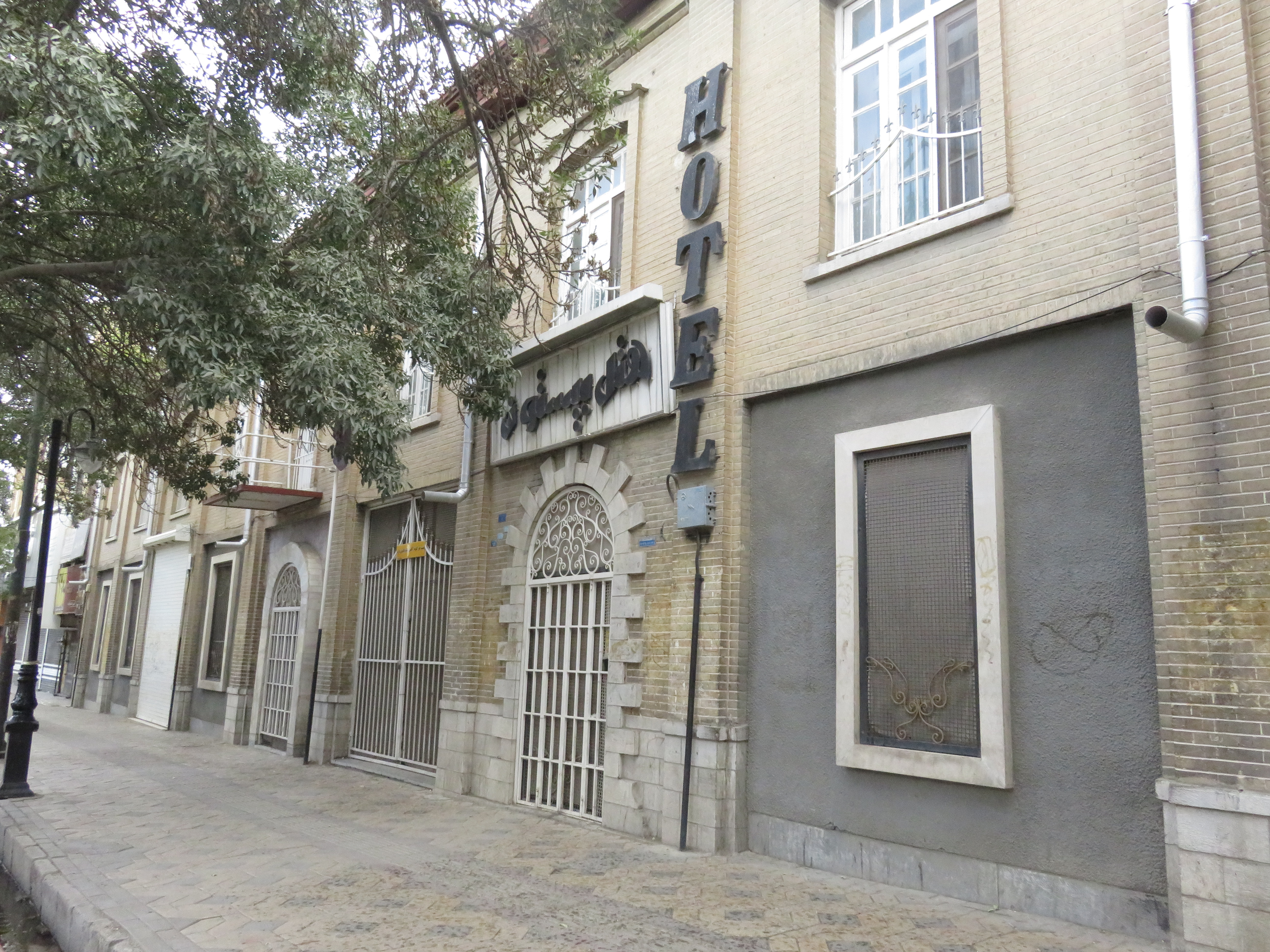
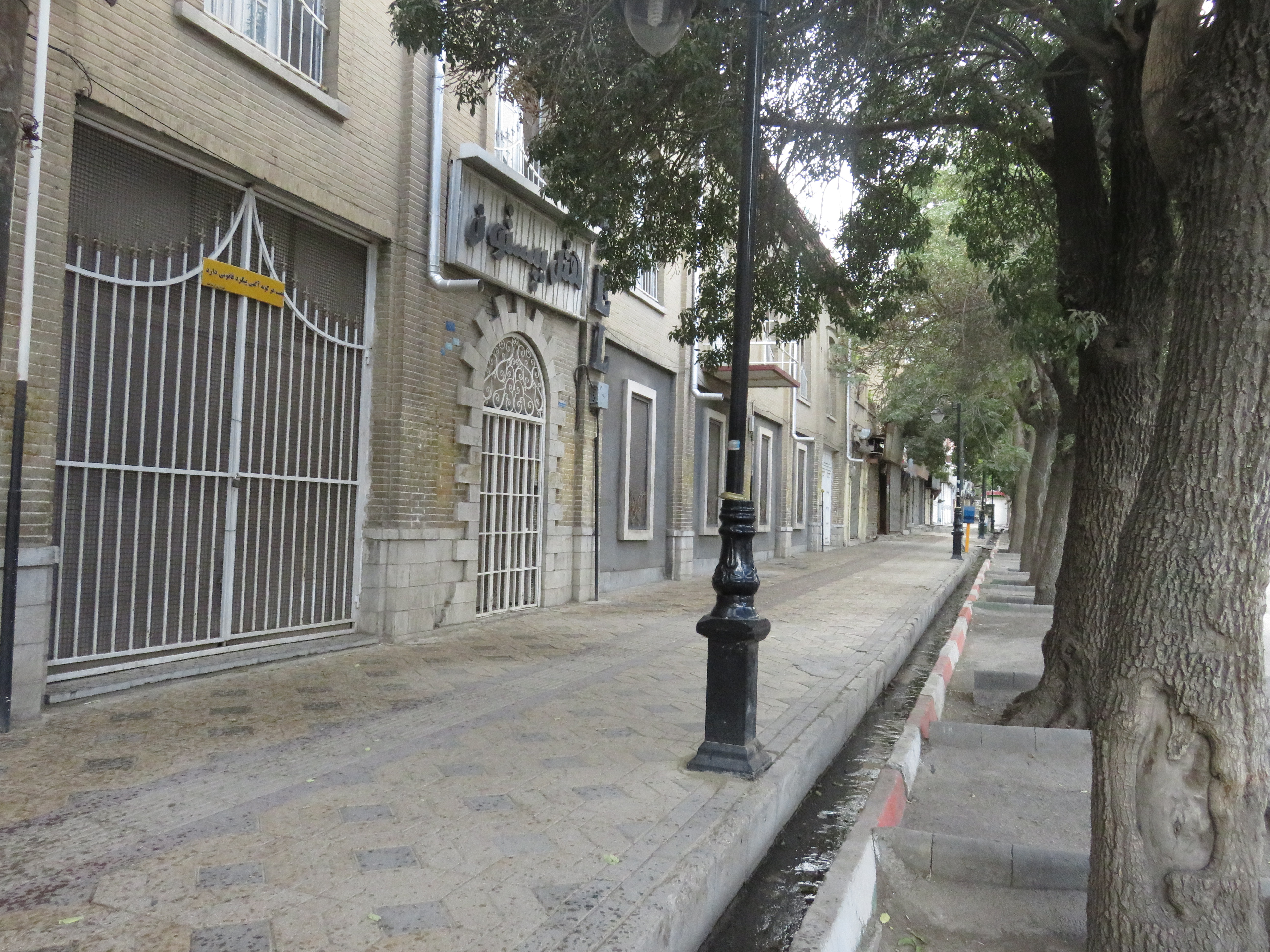
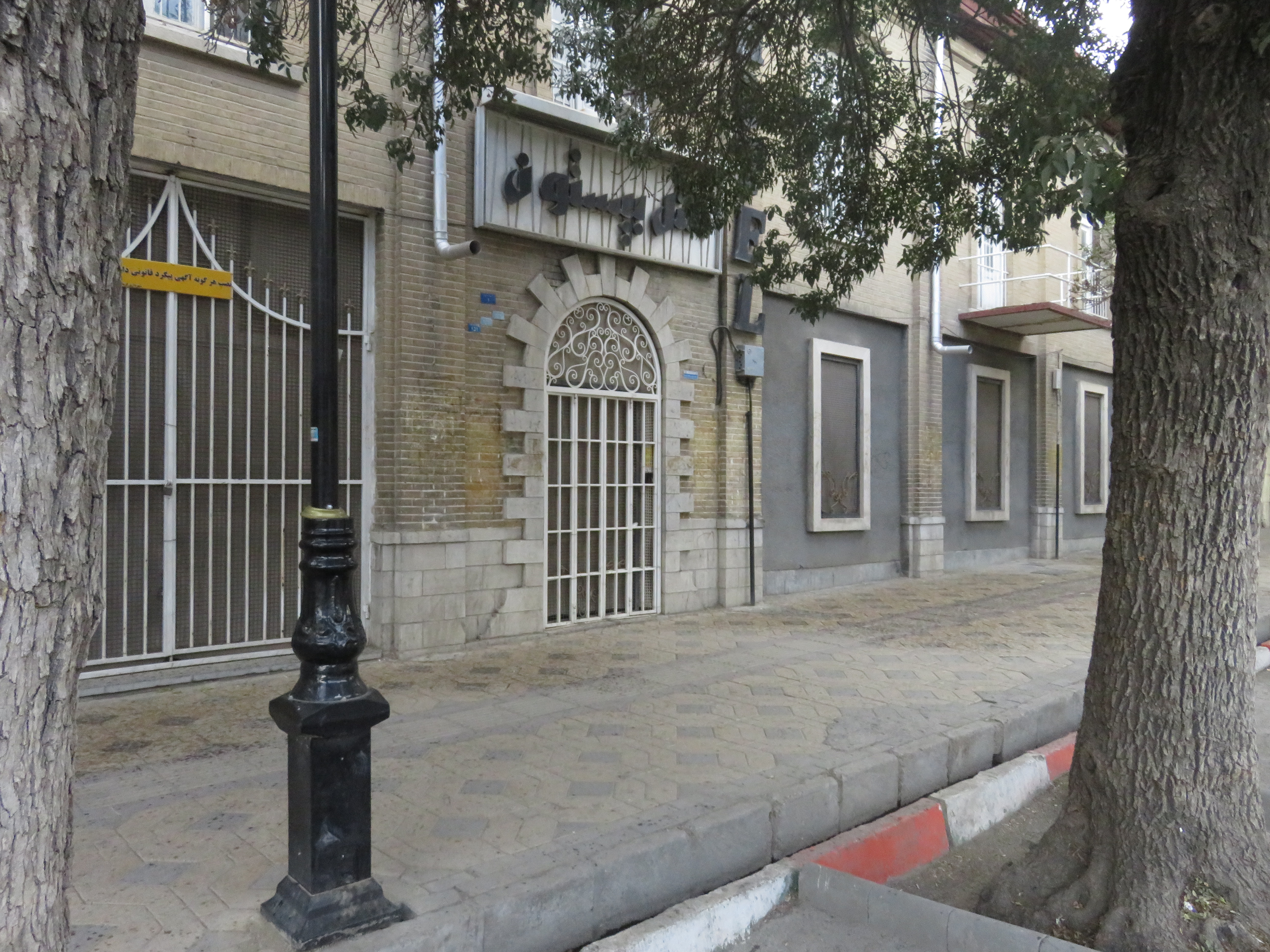